# Matsucoccus leiophyllae
Matsucoccus leiophyllae är en insektsart som beskrevs av Ray 1984. Matsucoccus leiophyllae ingår i släktet Matsucoccus och familjen pärlsköldlöss. Inga underarter finns listade i Catalogue of Life.